# NGC 49
NGC 49 è una galassia lenticolare situata nella costellazione di Andromeda. La sua velocità rispetto al fondo diffuso cosmologico è di 4504 ± 31 km/s, che corrisponde a una distanza di Hubble di 66,4 megaparsec.
La galassia è stata scoperta il 7 settembre 1885 dall'astronomo statunitense Lewis Swift.